# 雷鎮區 (密歇根州)
雷鎮區（英語：Ray Township）是位於美國密歇根州馬科姆縣的一個行政鎮區。

## 地方資料
雷鎮區的面積為95.00平方千米，當中陸地面積為94.70平方千米，而水域面積為0.30平方千米。根據2020年美國人口普查的數據，當地共有人口3780人，而人口密度為每平方千米39.79人。